# Lee Jong-wook
Lee Jong-wook (n. 12 aprilie 1945 – d. 22 mai 2006) a fost un epidemiolog și specialist în sănătate publică de origine sud-coreeană. Lee a fost directorul general al Organizației Mondiale a Sănătății (OMS) timp de trei ani, din 2003 până în 2006. 
Lee s-a alăturat OMS în 1983, implicându-se în proiecte precum Programul Mondial de vaccinare și imunizare. El și-a început mandatul de director general OMS în anul 2003, devenind primul cetățean sud-coreean care a condus o agenție internațională.
În 2004, Lee se afla pe lista celor mai influenți 100 de oameni din lume⁠(d), realizată de revista Time.

## Biografie
Lee s-a născut la data de 12 aprilie 1945 în Seul, Coreea de Sud. El  a fost al treilea fiu al unei familii cu șase copii, având trei frați și două surori.
Pe durata studiilor a activat ca voluntar în orașul Anyang, Coreea de Sud, îngrijind pacienții cu lepră. În timpul acestui voluntariat s-a întâlnit cu Kaburaki Reiko, o japoneză care a vizitat Coreea de Sud pentru a ajuta bolnavii din orașul Anyang. Ulterior, Kaburaki Reiko a devenit soția acestuia și împreună au avut un fiu, Tadahiro Lee.
Lee a murit la 22 mai 2006, la Geneva, în Elveția, după o intervenție chirurgicală pentru înlăturarea unui hematom subdural⁠(d) (un cheag de sânge⁠(d) aflat pe creier).

## Educație
Lee a urmat cursurile liceului Kyungbock din Seul. Acesta și-a continuat studiile la Universitatea Națională din Seul⁠(d) și și-a obținut diploma în domeniul medicinei. 
Lee a avut grijă de pacienții cu lepră din Anyang, Coreea de Sud pe durata studiilor. În acel moment erau înființate puține facilități medicale și Lee lucra în calitate de voluntar.
După absolvirea facultății a urmat un program masteral la Universitatea din Hawaii⁠(d) în epidemiologie și sănătate publică.

## Carieră
Lee a lucrat la Organizația Mondială a Sănătății timp de 23 de ani. Activitatea sa la OMS a început în anul 1983, când a lucrat cu pacienții cu lepră din Fiji. Mai târziu și-a început activitatea de consilier în problema leprei și a tratat pacienții de tuberculoză. A promovat vaccinarea copiilor împotriva bolilor infecțioase prevenibile.
În 1994, Lee s-a mutat la Geneva pentru a lucra la sediul OMS ca șef în prevenirea bolilor infecțioase și vaccinarea împotriva acestora. Între 1994-1998 Lee a fost director al Programului Mondial de vaccinare și imunizare și secretar executiv al Inițiativei de vaccinare a copiilor.
În 1995, el a fost poreclit „Țarul Vaccinării” și a devenit candidat oficial pentru funcția de director general al OMS.
În anii 1999-2000, Lee a ocupat funcția de reprezentant special al directorului general OMS la acea vreme, Gro Harlem Brundtland, iar în anul 2003 a devenit director general al Organizației Mondiale a Sănătății, ocupând această funcție până la moartea sa survenită în anul 2006. Mandatul său ca director general al OMS a fost marcat de eforturile de controlare a pandemiei de HIV/SIDA și de acțiunile întreprinse de acesta în 60 de țări, printre care Darfur, Sudan, Madagascar și Maurițius, ultimele două fiind afectate de tsunamiul din Oceanul Indian.
Guvernul sud-coreean a anunțat oficial înființarea unui premiu în memoria lui Lee în anul 2007. Începând cu anul 2009, premiul a fost acordat cu precădere pentru contribuțiile la managementul sănătății, în special al epidemiilor, la adunarea anuală a OMS, care are loc în luna mai în fiecare an.